# 고성 옥천사 지장보살도 및 시왕도
고성 옥천사 지장보살도 및 시왕도(固城 玉泉寺 地藏菩薩圖 및 十王圖)는 대한민국 경상남도 고성군 개천면 옥천사에 있는 조선시대의 불화이다. 2010년 12월 21일 대한민국의 보물 제1693호로 지정되었다.

## 개요
옥천사 지장보살도 및 시왕도는 1744년 화승 효안(曉岸)의 주도하에 11명의 화승들이 참여하여 조성되었다. 현재 제1진광대왕도와 제2초강대왕도가 결실되어, 지장보살도 1점과 시왕도 8점이 남아 있다. 이 9점의 불화와 함께 옥천사에는 1744년 효안이 제작한 영산회상도와 삼장보살도가 전하였으나, 현재 도난당하여 남아 있지 않다.
지장보살도는 화면 중앙에 두건을 쓴 지장보살을 배치하고, 그 좌우를 2단으로 나누어 하단에 무독귀왕과 도명존자, 2보살을 그리고, 상단에 대칭으로 6보살을 배치하였다. 상단의 6보살 중 지장보살의 좌우 보살은 정면상을 취하고, 나머지 권속들은 중앙의 지장보살을 바라보게 표현하여 화면의 구도가 짜임새 있고 안정적이다.
시왕도는 한 폭에 각 1위(位)의 시왕을 묘사한 형식을 취하였다. 각 화면은 용두가 장식된 의자에 좌정한 시왕과 권속을 상단에 크게 배치하고, 하단에 채운(彩雲)으로 화면을 구획하여 각 시왕에 해당하는 지옥 장면을 묘사하였다. 화면 상단에는 각 시왕의 권속들이 배치하고, 하단에는 지옥장면이 묘사 하였다. 이러한 형식의 시왕도는 1742년 범어사 시왕도가 가장 이른 예로 알려졌으나, 범어사 시왕도는 현재 소장처를 알 수 없다. 이후 시왕이 각각 1폭으로 조성되는 시왕도는 옥천사 시왕도에 시왕의 의자 뒤로 병풍을 추가한 형식이 다수 제작되었다. 1764년 시왕도(호림박물관 소장)나 1798년 통도사 시왕도 등이 그 예에 속하며, 이는 18세기 후반 시왕도의 전형이 되었다.
현재 옥천사 지장보살도는 색의 오염과 화면 꺾임 등의 현상이 나타나지만, 본존과 다른 권속들의 상호는 원형이 잘 남아있는 상태이다. 시왕도는 개체한 흔적이 없으며, 보존상태도 양호하다. 지장보살도와 제9도시대왕도는 바탕천의 재질이 비단이며, 나머지 7점의 시왕도는 모시바탕에 제작되었다. 18세기 명부전 불화의 전형을 보여주는 작품이다.

## 제2초강대왕도
2016년 9월 옥천사 시왕도 중 한 폭인 '제2초강대왕도'(第二初江大王圖)가 프랑스의 개인 소장자로부터 환수되어 서울 종로구 불교중앙박물관에 보관중이다.
옥천사 명부전에 봉안된 시왕도는 10폭으로 구성된 불화로, 1744년 화승인 효안(曉岸)의 주도로 조성됐다. 그러나 '제1진광대왕도'와 '제2초강대왕도'를 누군가 훔쳐가 8폭만 남아 있는 상태였다. 명부전에 있는 시왕도 8폭은 전각 내의 또 다른 그림인 '지장보살도'와 함께 2010년 보물 제1693호로 지정됐다.
시왕도는 '불설예수시왕생칠경'(佛說預修十王生七經)을 근본 경전으로 해서 제작된 그림으로, 조선시대에 시왕신앙이 크게 유행하면서 많이 만들어졌다.
옥천사 시왕도는 한 폭에 시왕 1위가 묘사돼 있으며, 화면의 상단에는 시왕과 권속을 배치하고 하단에는 지옥을 그렸다. 이번에 환수한 '제2초강대왕도'의 '초강대왕'은 사망 후 14일 만에 만나는 왕으로 초강(初江)에서 망자의 죄를 심판하고, 초강을 건너는 망자를 감시하는 역할을 한다.
2017년 10월 31일 환수된 문화재가 보물로 추가 지정되었다.

## 참고 문헌
- 고성 옥천사 지장보살도 및 시왕도 - 국가유산청 국가유산포털